# Справа совісті
Справа совісті (англ. A Case of Conscience) — науково-фантастичний роман Джеймса Бліша вперше опублікований як повість в 1958, але роман спочатку був опублікований в 1954 як повість, а вже пізніше доповнений другою частиною і перетворений на роман. Роман є першим з трилогії Бліша «З такими знаннями». Це історія єзуїта який, будучи також біологом, досліджує інопланетну расу, яка за відсутності релігії будь-якого виду, має вроджене і досконале почуття моралі, що конфліктує з католицьким вченням. В романі тісно пов'язуються релігійні тематика з фантастикою.
Роман був по різному оцінений читачами. але в католицькому середовищі, як не дивно, був сприйнятий нормально. Один з католицьких священиків навіть надіслав Джеймсу Блішу книгу з порадами як католикам сприймати позаземні форми життя. В ній описано поділ інопланетян, за критеріями: чи є в них душа, і якщо є, то чи вони грішні, як люди, а чи живуть в благодаті. Відповідно до цього, визначалось і відношення католицької церкви до них.

## Нагороди і відгуки
Роман виграв премію Г'юґо за найкращий роман в 1959 році. Оригінальна повість виграла ретроспективну премію Г'юґо за найкращу повість в 2004 році.
Найавторитетнішим шотландським критиком-фантастикознавцем Дейвідом Прінґлом роман включено до переліку 100 найкращих англомовних науково-фантастичних романів за період з 1949 по 1984 рік.